# Allievo maresciallo
L'allievo maresciallo è un militare di truppa senza alcun grado militare.

## Allievo maresciallo: compiti e distintivo di grado

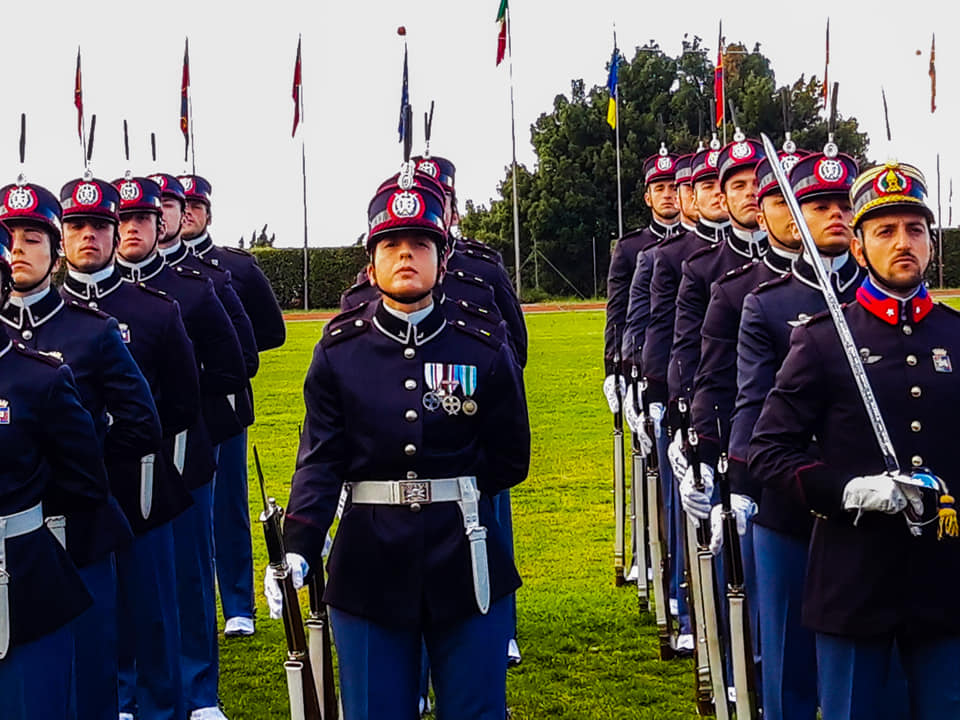
Dettaglio del giuramento di Allievi Marescialli della Scuola Sottufficiali dell'Esercito Italiano, Viterbo.

L'allievo maresciallo è un aspirante sottufficiale di qualsiasi forza armata o corpo di polizia (Esercito Italiano, Marina Militare, Aeronautica Militare, Arma dei Carabinieri, Guardia di Finanza). Esso consegue la promozione al grado di maresciallo al termine dell'iter formativo previsto dalle scuole di formazione dei sottufficiali. 
Non essendo ancora effettivo, generalmente viene considerato al pari dei volontari di truppa, fino al conseguimento del titolo di studio e del grado successivo.
Gli allievi marescialli idonei agli esami finali vengono nominati marescialli su decreto ministeriale, e vengono assegnati ad uno dei reparti presenti su tutto il territorio nazionale, in base alle esigenze operative del corpo.
Gli istituti di formazione militare hanno sede in diverse città d'Italia, e sono:
- Scuola sottufficiali dell'Esercito Italiano, con sede a Viterbo;
- Scuole sottufficiali della Marina Militare, con sede a Taranto e La Maddalena;
- Scuola marescialli Aeronautica Militare, con sede a Viterbo;
- Scuola allievi marescialli e brigadieri carabinieri, con sede a Velletri (RM) e Firenze;
- Scuola ispettori e sovrintendenti della Guardia di Finanza, con sede a L'Aquila (Coppito).

Distintivo di qualifica per controspallina di allievo maresciallo dell'Esercito Italiano.
Distintivo di qualifica per controspallina di allievo maresciallo dell'Arma dei Carabinieri.
Distintivo di qualifica per controspallina di allievo maresciallo della Guardia di Finanza.

## Polizia di Stato e Polizia Penitenziaria
Nella Polizia di Stato e nella Polizia Penitenziaria la qualifica corrispondente è allievo vice ispettore.